# Deutsche Gesellschaft für Internationales Recht
Die Deutsche Gesellschaft für Internationales Recht (DGIR) wurde 1917 als Deutsche Gesellschaft für Völkerrecht gegründet. Sie ist die Fachgesellschaft für Völkerrecht und Internationales Privatrecht im deutschsprachigen Raum. Sie ist nicht zu verwechseln mit der deutschen Landesgruppe der International Law Association, die als Deutsche Vereinigung für Internationales Recht firmiert.

## Geschichte
1917 wurde die Deutsche Gesellschaft für Völkerrecht angesichts der sich abzeichnenden Niederlage Deutschlands im Ersten Weltkrieg mit dem Ziel gegründet, zum Aufbau einer neuen Ordnung beizutragen; Theodor Niemeyer kam bei der Gründung eine zentrale Rolle zu. Mit dem Beginn der Zeit des Nationalsozialismus stellte die Gesellschaft 1934 ihre Tätigkeit ein. 1949 wurde sie unter Führung von Rudolf Laun wiedergegründet. 2011 erhielt sie auf Initiative von Dagmar Coester-Waltjen den Namen Deutsche Gesellschaft für Internationales Recht, um die Gemeinsamkeit zwischen dem Völkerrecht und dem ebenfalls umfassten Internationalen Privatrecht zu betonen.

## Aufgaben und Tätigkeit
Auf den alle zwei Jahre stattfindenden Tagungen der Gesellschaft werden Vorträge zu aktuellen Grundsatzthemen des internationalen Rechts gehalten und diskutiert. Vorträge und Diskussionen werden in den Berichten der Deutschen Gesellschaft für Internationales Recht (bis 2012: Berichte der Deutschen Gesellschaft für Völkerrecht) veröffentlicht. Eine Sondertagung befasste sich 2016 mit der Lehre des Internationalen Rechts. Seit 1996 führt die Gesellschaft alle zwei Jahre gemeinsame Forschungskolloquien mit ihrer französischen Schwestergesellschaft, der Société française pour le droit international, durch, zuletzt 2018 in Straßburg zum Versailler Vertrag sowie 2020 in Tutzing zu Demokratie und Souveränität. Seit 2013 verleiht sie im Zweijahresrhythmus den Hermann-Mosler-Preis für herausragende völkerrechtliche Dissertationen und seit 2017 den Gerhard-Kegel-Preis für herausragende Dissertationen auf dem Gebiet des Internationalen Privatrechts.
Am 24. Februar 2022 verurteilte die DGIR den russischen Einmarsch in die Ukraine und konstatierte, dass der bewaffnete Angriff der Russischen Föderation auf die Ukraine das grundlegende Prinzip des Völkerrechts der territorialen Unversehrtheit und politischen Unabhängigkeit eines Staates (Art. 2 Abs. 4 UN-Charta), auf dem die gegenwärtige internationale Ordnung beruhe, verletzt habe und forderte Russland auf, weitere militärische Gewalt zu unterlassen, sich aus dem Staatsgebiet der Ukraine zurückzuziehen und sich gemeinsam mit der Ukraine um eine friedliche Beilegung der Streitigkeit zu bemühen.